# マリオンアパレル
マリオンアパレル（marrionapparel）は、大阪府大阪市に本社を置くファッションブランド。通称マリアパ。

## 沿革
- 2016年 - 通信販売を開始。
- 2018年10月 - 渋谷マルイにてポップアップストア出店を発表したが後に中止[1]。
- 2019年3月 - マリオンアパレル株式会社を設立[2]。
- 2020年より格闘技イベント「Wardog」のスポンサーとなる[3]。